# 小行星8659
小行星8659（英語：8659）是一颗围绕太阳公转的小行星。1990年9月17日，亨利·E·霍爾特在帕洛马山发现了此天体。
这颗小行星的绝对星等为.9530440176336619等。